# アンドロイドはミスティー・ブルーの夢を見るか?
『アンドロイドはミスティー・ブルーの夢を見るか?』（アンドロイドはミスティーブルーのゆめをみるか）は白泉社『花とゆめ』に掲載されていた川原泉の漫画作品。タイトルは『アンドロイドは電気羊の夢を見るか?』から。初出時および「花とゆめコミックス」収録時には「宇宙の食欲魔人」の副題があった。

## あらすじ
西暦2XXX年。地球にある星間企業スカイ・アイ本社ビルに「イレブン・ナイン」の異名をもつ宇宙飛行士キラ・ナルセが休暇中にもかかわらず呼び出された。何かと思いきや、休暇返上して、メカニズムに狂いの生じた、スカイ・アイ社社長のコピーである超A級アンドロイド、ナッシュ・コピーを惑星ミグダリオンへ運ぶことになってしまった。
ナッシュ・コピーは狂っているが故か、お菓子を貪り喰うという奇癖を持っていた。
しかし、アンドロイドと思われていたのは本人であり、幼いころから社長業を継ぐべく英才教育漬けで遠足に行くことも許されていなかったナッシュ・レギオンがお忍びで、初めての宇宙遠足をするために仕組んだ狂言なのだった。

## 登場人物
キラ・ナルセ
主人公。99.999999999%と9が11も続くほど誤差が少なく、厳密かつ優秀にして正確無比、限りなく完璧に近い宇宙飛行士。両親が宇宙飛行士で、その影響で12歳のときに資格を取り、学校も5年くらい飛び級し、人より早く卒業して、19歳で宇宙飛行士になった。
ナッシュ・レギオン
星間企業スカイ・アイ社社長。完全無欠の実業家と言われる。26歳。コピーからはナッシュ・オリジナルと呼ばれる。
幼い頃から社長になるべく厳しい英才教育を施された。宇宙船のオーナー（社長）になることは出来たが、幼い頃の本人の夢は宇宙船のパイロットになることだった。
お菓子への執着、偏愛も幼い頃に禁じられていた反動によるもの。
ナッシュ・コピー
超A級アンドロイドで多忙を極めるスカイ・アイ社社長、ナッシュのコピー。コピーのことはスカイ・アイ社でも上層部のほんの数人しか知らない、トップ・シークレットになっている。
製造されてから6年目になっている。
アンブレラ
キラたちが乗っていくことになる、小型輸送船シュリンクスの主任コンピューター。同じ言葉を何度も繰り返す傾向がある。

## コミックス
花とゆめコミックス版
カレーの王子さま 食欲魔人シリーズ
- 1985年10月発行 ISBN 4592117506
- 同時収録作
  - カレーの王子さま
  - 陸の食欲魔人 アップル・ジャック
  - 海の食欲魔人 不思議なマリナー
  - 青い目の食欲魔人 ミソ・スープは哲学する
  - ジュリエット白書

白泉社文庫版
空の食欲魔人 川原泉傑作集
- 1994年9月発行 ISBN 459288311X
- 同時収録作 
  - 空の食欲魔人
  - カレーの王子さま
  - アップル・ジャック
  - 不思議なマリナー
  - ミソ・スープは哲学する
  - 進駐軍（GHQ）に言うからねっ!
  - 3月革命
  - 月夜のドレス